# Максимова, Ольга Владимировна
О́льга Влади́мировна Макси́мова (род. 26 мая 1969 года, Москва) — российская радиоведущая, бывшая ведущая ток-шоу «Девчата» на канале «Россия-1».

## Биография
С детского сада я мечтала стать диктором. И все воспитатели прочили мне эту карьеру — работа на радио или ТВ: уж больно выразительно и громко я читала стихи на утренниках.
Ольга Максимова после окончания школы год проработала оператором копировальной и множительной техники на Московском электромеханическом заводе им. Владимира Ильича. Окончила дневное отделение филологического факультета Московского государственного университета. По образованию — преподаватель шведского и английского языка, литературы. Но по специальности так и не работала. Сначала муж настаивал на том, чтобы будущая радиоведущая была домохозяйкой, а потом сама Максимова решила связать свою жизнь с радио. Также была ведущей различных рок-фестивалей («Нашествие», MAXIDROM, «Чартова дюжина»).

### Семья
- Сын Илья.

### Места работы
- «Авторадио» — 1993 год. Директор службы новостей.
- «Радио MAXIMUM» с конца 1994 года. Ведущая (совместно с Константином Михайловым) утреннего шоу «Взлётная полоса» с рубриками «Жаворонки на проводе» (отсюда пошло название «жаворонками» утренних ведущих), «Утренняя пурга», «За чашкой чая».
- «Наше радио» с 15 декабря 1998 года. Ведущая «шЫзгара Шоу».
- «Радио MAXIMUM» с 15 июня 2010 года. Ведущая утреннего шоу «High Society».
- С весны 2011 года по лето 2014 года работала одной из ведущих ток-шоу «Девчата» на канале «Россия».
- С осени 2015 года — ведет с Юрием Пашковым утреннее шоу «Лучшее на радио Maximum».
- Радио «MediaMetrics» с 21 сентября 2017 года по 20 июня 2018 года. Ведущая программы «Шоумастгоуон».
- Радио России (ВГТРК) с сентября 2018 года. Ведущая программ «Наше время» и «Максимова».

## Награды
- 1999 — Национальная премия Попова за лучшее радиошоу[1].
- 1999 — многократный обладатель дипломов профессиональной премии Radiostar за достижения в области радиовещания в номинации «лучший радиоведущий».
- 1995—1998 — номинировалась на премию «Знак качества» в разделах «лучший радиоведущий».
- 2008 — премия Imhonet в номинации «любимая радиоведущая» и «самая популярная радиоведущая»[2].